# Las Salas
Las Salas es el nombre de una pedanía del municipio de Crémenes, en la Montaña Oriental de la provincia de León, en la comunidad autónoma de Castilla y León, en España.

## Localización y accesos
Situado en el extremo NE de la provincia cerca de los límites de ésta con Asturias, Cantabria y Palencia, con las que se comunica por los puertos de Tarna, Pontón, San Glorio y Monteviejo. Pertenece al partido judicial de Cistierna
Está en el km 80 de la carretera N-621 que va de León a Santander y Asturias pocos kilómetros(14) antes de llegar a Riaño si se va desde León o Madrid en dirección a Oviedo o Santander. A menos de 1 km del pueblo en esta misma dirección y aguas arriba del río Esla nos topamos con el impresionante muro de contención del Embalse de Riaño (o de La Remolina).
Los pesimistas dicen que si se rompe el muro el primer pueblo en desaparecer es precisamente Las Salas ya que está justo al pie del mismo, lo que constituye la mejor referencia para no perderse si se quiere visitar.
Está incluido dentro de la demarcación del Parque de la Montaña de Riaño y Mampodre (anteriormente Parque Regional de los Picos de Europa)

## Coordenadas
- Latitud: 42°56′7.454″ N
- Longitud: 5°6′13.684″ O

## Población
Actualmente Las Salas tiene alrededor de 30 habitantes (la mayor parte pensionistas) aunque los fines de semana pasan de 35 y en la segunda semana de agosto la cifra puede incluso aumentar hasta más de 100 personas. Pero no siempre fue así: en 1950 hubo que desdoblar la escuela, dejando un aula para chicos y otra para chicas, ante el "gran" número de niños en edad escolar (más de 40). En 1908 el censo oficial llegaba a su punto máximo: 160 habitantes.

## Historia
Las Salas, como asentamiento, ya existía en época prerromana-celta y que ya en la Edad Media se tienen noticias de una fortaleza, el Castillo de Alión, situada probablemente en la zona de Las Llombas por encima de la Siana. Hasta la época de Felipe II (1576) no se tiene la primera constancia documental de la existencia de un pueblo con ese nombre si bien hay numerosas evidencias de vida anterior en esa zona, denominada el Concejo de Alión, cuyas dependencias administrativas se ubicaban precisamente en una especie de casas u oficinas ("las salas") de donde muy probablemente procede el nombre del actual pueblo (siempre según la hipótesis bien argumentada de D. Salvador).

## Barrios
El pueblo, a pesar de sus reducidas dimensiones, tiene actualmente tres barrios bien diferenciados: "El Pueblo", "Allá Alante" y "Allá Abajo". Esto tampoco ha sido así toda la vida sino sólo a raíz de la construcción del primer trazado de la actual carretera (1886), ya que antes de esa fecha los barrios eran sólo dos, divididos por el reguero que baja de Valdelasna y llamados barrio de Llaso y barrio de Santolaja, a los que había que sumar unas edificaciones construidas "a las afueras" que constituían la denominada "Ropería" y que servían para dar servicio a los pastores de los rebaños trashumantes que por allí pasaban. 

## Patrimonio

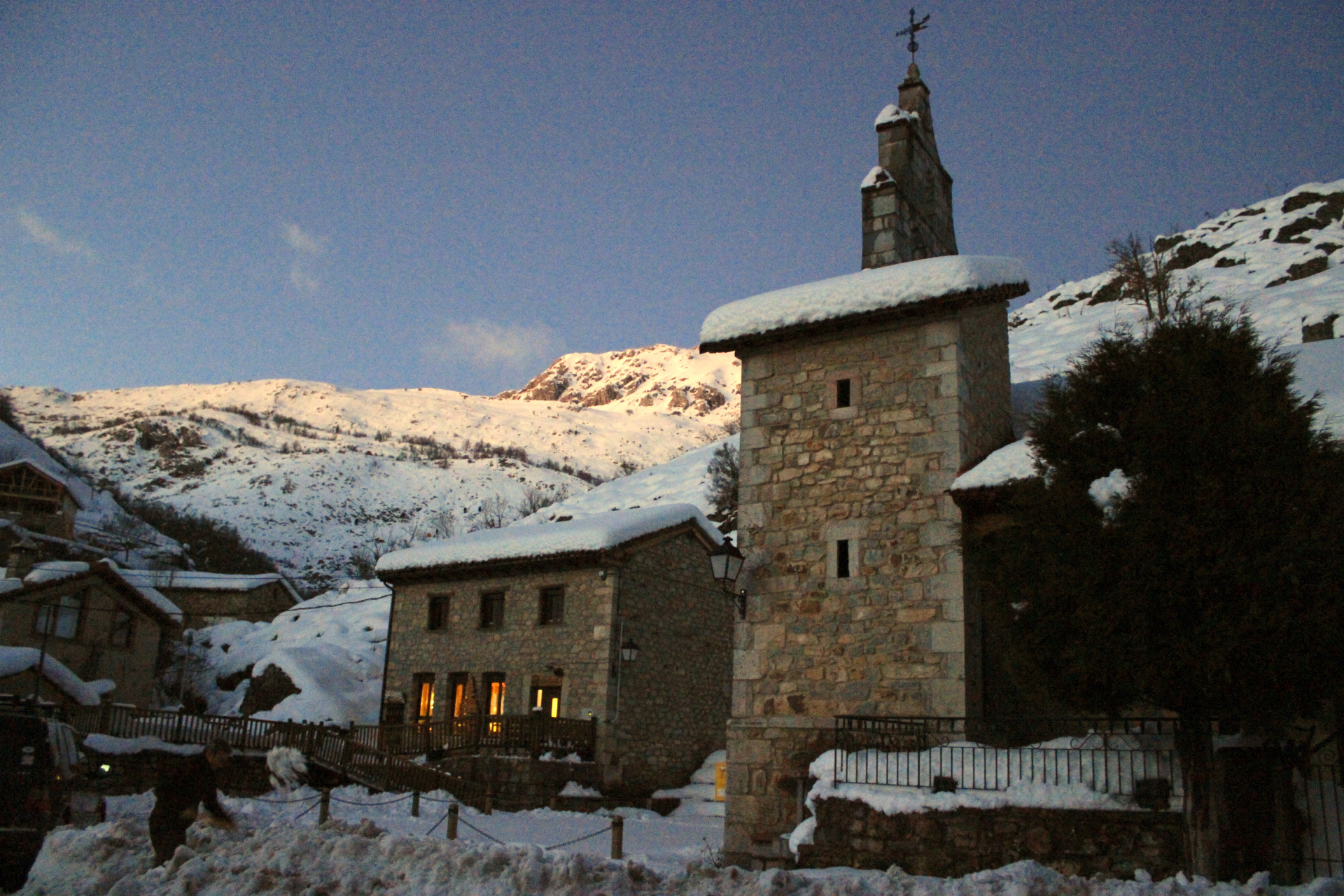
Iglesia y antigua escuela

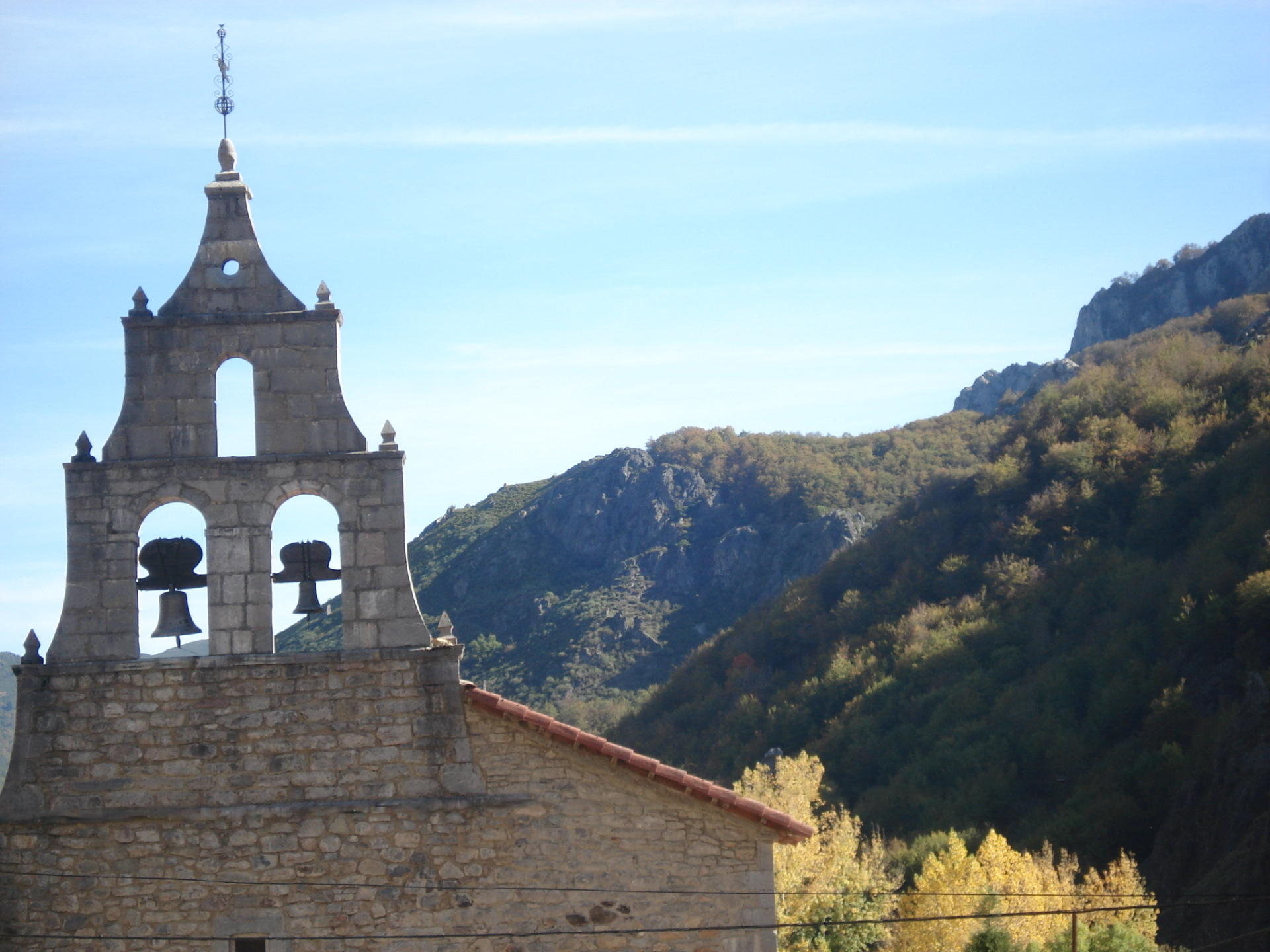
Iglesia parroquial

En los tres barrios mencionados se encuentran los edificios públicos más representativos ( Iglesia, Casa del Pueblo, Escuela y dos fuentes,) a los que hay que añadir un molino y un bar ( Teleclub La Escuela ). La plaza principal es La Bolera. 
También hay que destacar por su valor histórico y arqueológico las ruinas del  Monasterio de San Martín de Alión, del siglo IX, que en épocas recientes se utilizaró como cementerio y al quedarse pequeño y tras la construcción de otro nuevo pasó a ser conocido como "cementerio viejo".

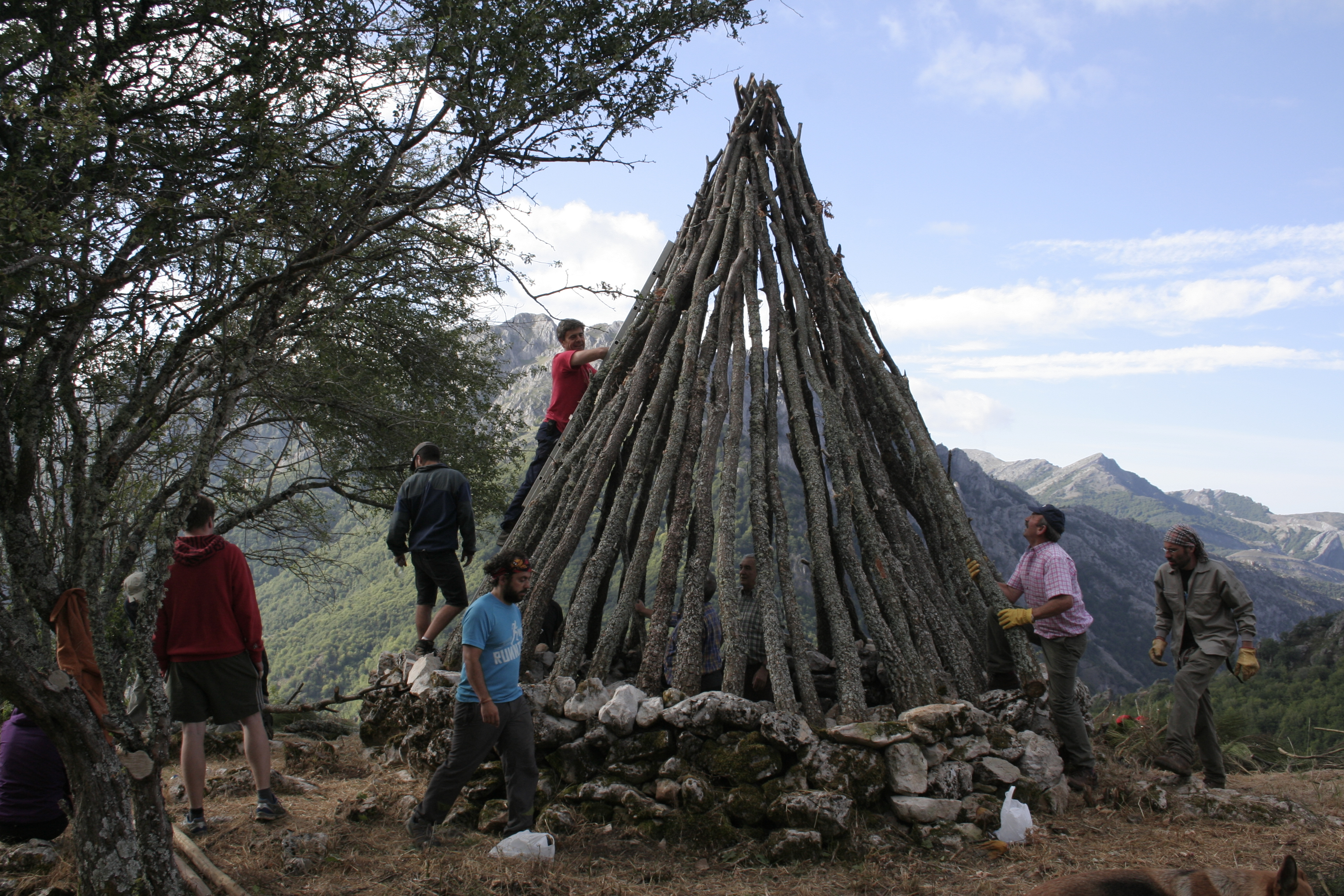
Proceso de reconstrucción del Chozo de Matascalientes en la Peña Las Pintas

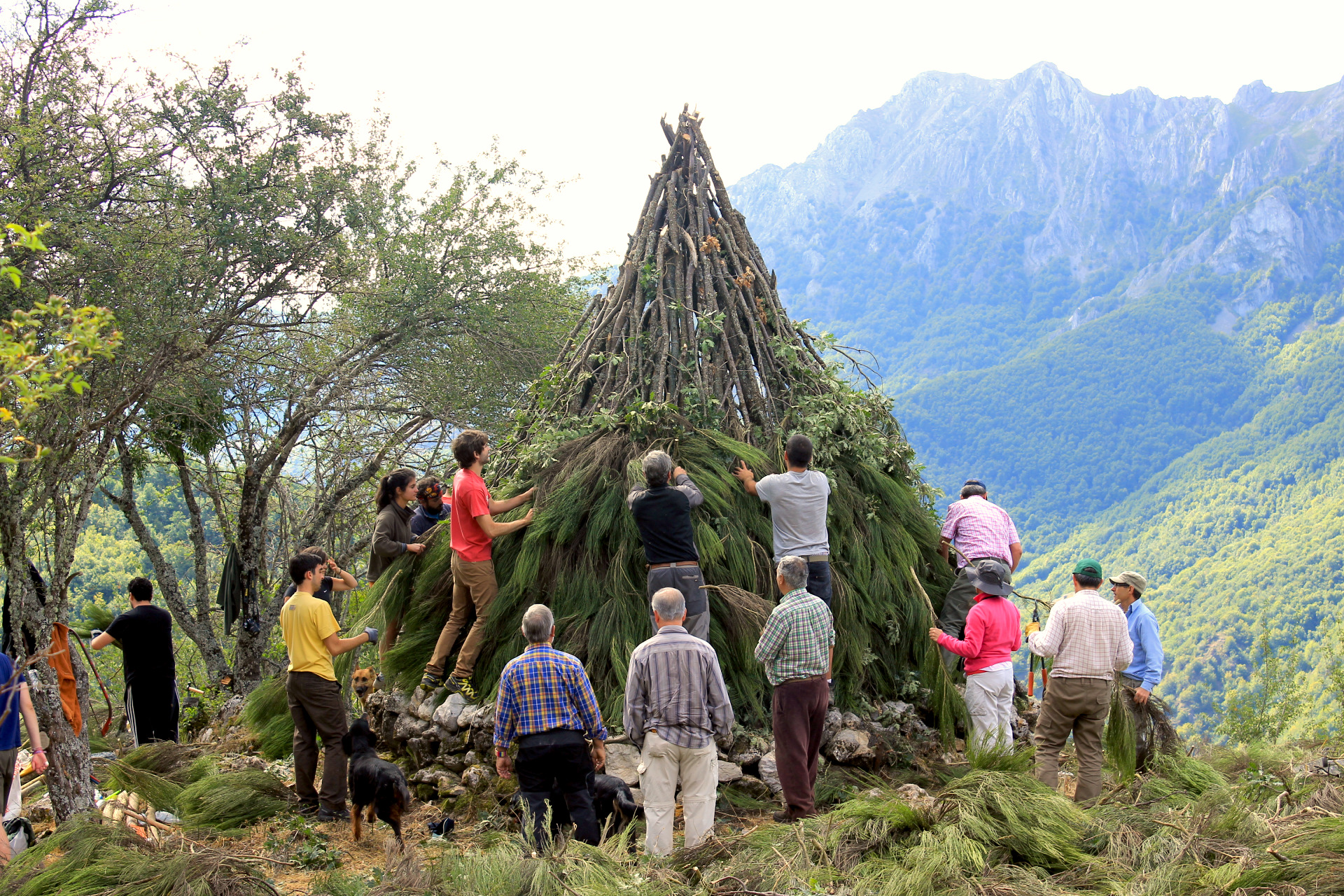
Reconstruyendo el Chozo Matascalientes en la Peña Las Pintas

Además hay que destacar dos chozos pastoriles situados, uno en el camino a la  Collada de Salamón o Collao Pando (pueblo limítrofe) y otro en la falda  de la Peña Las Pintas, en el paraje conocido como Matascalientes (1343 m.), este último restaurado por los vecinos en agosto de 2014 . Junto a él se ha levantado un pequeño Monumento al Turullo (cuerno que usaban los pastores para llamar al ganado) en recuerdo y homenaje a todos los pastores de merinas que por allí pasaron durante muchos años..
También es destacable, por su interés costumbrista y turístico, el acondicionamiento reciente , en 2019, de la antigua Cueva de los Jatos, en el paraje de Venticueva,  hoy reconvertida en la "Cueva de la Vieja el Monte" , que rememora y mantiene el mito de este personaje legendario, amigo de los niños, tan conocido y celebrado en las tierras de León.

## Contexto natural

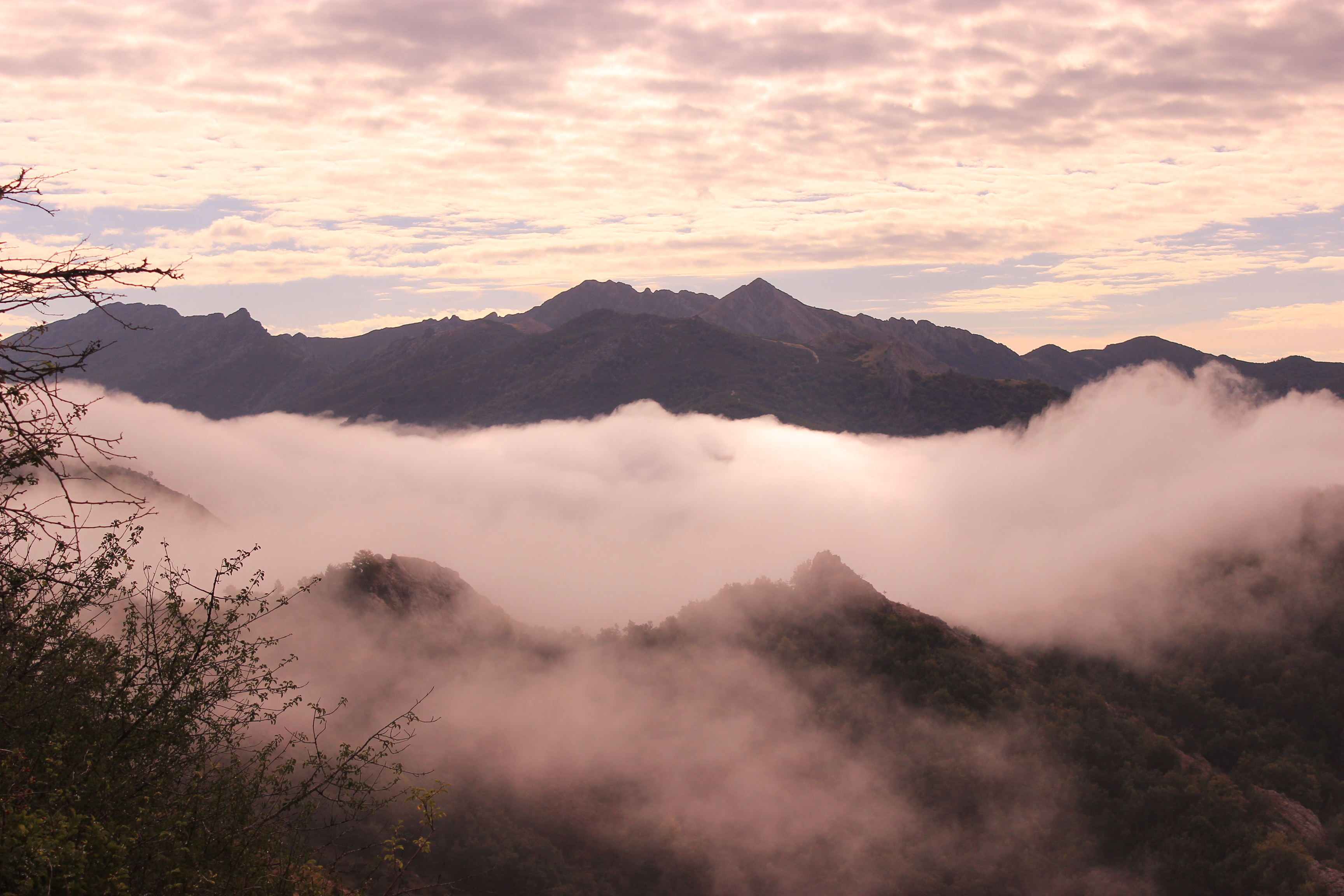
Amanecer desde Las Pintas

Las Salas está muy cerca de los Picos de Europa, (a menos de 40 km del acceso a este macizo por el Valle de Valdeón) , por lo que se enmarca dentro del Parque Regional del mismo nombre; de hecho el pueblo también está rodeado de montañas altas e impresionantes mires en la dirección que mires. La más significativa, por su porte y por su roca caliza, es La Peña de las Pintas (1983 m.) que preside el paisaje de Las Salas por el Norte y le confiere al pueblo su símbolo más característico. El Jaido (1825 m.), por el Sur, no le va a la zaga, con su majestuoso bosque de hayas y su agreste crestería. 
Hoy ya no caen las impresionantes nevadas de tiempos pasados pero aún nieva bastante a menudo durante el otoño, el invierno y ocasionalmente en primavera. Aunque no llueve tanto como en la vecina Asturias lo hace lo suficiente como para mantener los alrededores verdes la mayor parte del año. El clima es en general muy frío en invierno y agradable el resto del año, poco lluvioso y muy soleado en verano.
Para conocer en detalle la ubicación exacta los nombres y topónimos de los lugares más representativos de los terrenos de Las Salas, con su ubicación exacta sobre el plano  puede accederse a la dirección web https://www.openstreetmap.org/#map=16/42.9358/-5.1028 y navegar libremente por el mapa.

## Hidrografía
El río por excelencia de Las Salas es el río Esla, en cuya margen derecha se asienta el pueblo. En el Esla desembocan multitud de arroyos, regueros y el cercano río Dueñas o "río pequeño", convirtiendo a aquel en un caudaloso río que da vida a todo el valle. Antes de construirse el pantano de Riaño (o más exactamente de "La Remolina" como dicen inexplicablemente los carteles), el Esla a su paso por Las Salas era un río truchero de primer orden y una zona paradisíaca para disfrutar del baño y del sol. Hoy, desgraciadamente, queda reducido a un tema para fotos y postales, pues su abultado caudal y la temperatura del agua, no superior nunca a los 8 °C, lo hacen impracticable para aquellas delicias.

## Vegetación

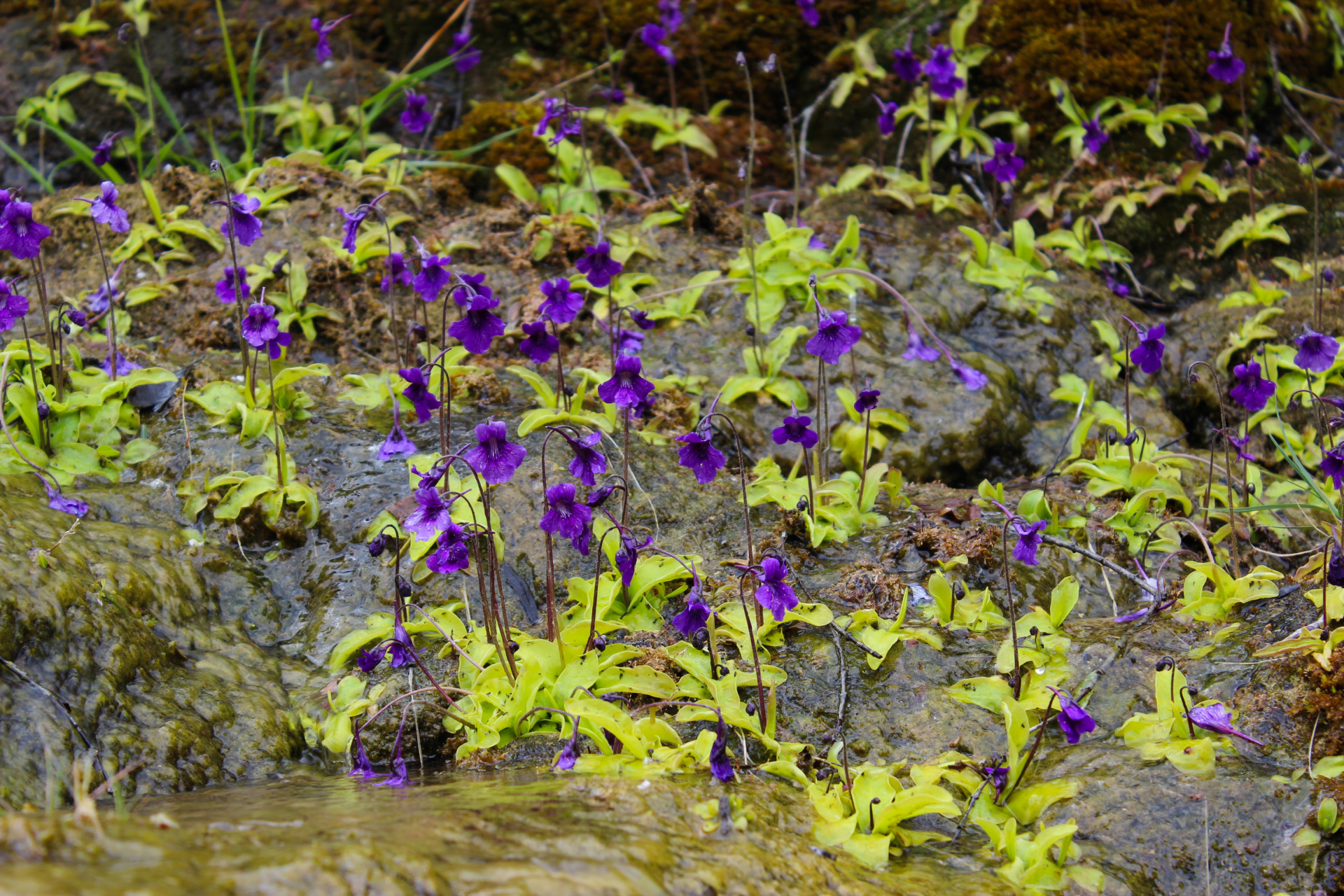
Pinguicula grandiflora o atrapamoscas

La vegetación de la localidad esta marcada por la presencia del denominado "Sabinar de Cremenes" (Juniperus thurifera), del cual una gran mayoría se encuentra en los terrenos comunales de Las Salas. Junto con el sabinar de Mirantes de Luna, constituyen las dos formaciones más occidentales de esta especie.
La vegetación que rodea al pueblo es de lo más variado, destacando las ya mencionadas hayas así como robles, chopos, tejos, acebos, argumenos (serbal), neblos (enebros), salgueras (sauces), mostajos o mostajales, avellanos, etc. En lo que respecta a árboles de cultivo existen cerezales, nogales, manzanos, membrillos, ciruelos, perales etc. El otoño es rico en setas pero lo tradicional es recoger en primavera la deliciosa seta de San Jorge (Calocybe gambosa) habiéndose acotado recientemente su recolección para evitar abusos.

## Fauna

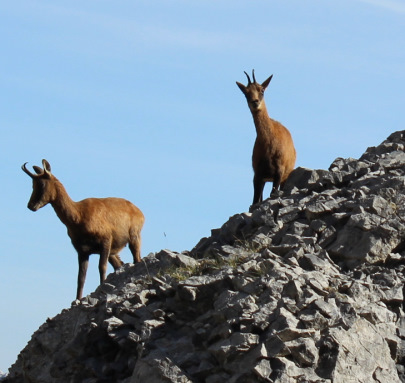
Rebecos

La fauna la componen el jabalí, el corzo, el rebeco, la cabra montés, algún lobo de vez en cuando y quién sabe si todavía algún oso; hay otros mamíferos de menor tamaño como el zorro, el esguilo y la nutria. En cuanto a las aves, surcan majestuosas el firmamento preñado de aire puro las águilas reales, halcones, buitres, cernícalos, e infinidad de pájaros más comunes y pequeños como golondrinas, lavanderas, ruiseñores, etc. En los ríos aún quedan algunas truchas de las que dieron fama merecida al coto de pesca de Las Salas, nadando también en él las bogas y los barbos.

## Economía local
La economía actual se sustenta sobre todo en las pensiones y también en los servicios; afortunadamente aún quedan algunos pocos ganaderos que mantienen parte del modus vivendi de nuestros antepasados. Aunque existe un polideportivo muy "completo" para la práctica de los deportes más comunes, como futbito, tenis, etc los verdaderos deportes que allí nos gustan son los autóctonos, es decir, el aluche (lucha leonesa) y los bolos, jugados éstos en la modalidad de "bola riañes" (con bola redonda), el bolo palma (9 bolos más el emboque, aquí llamado "michi"). A ellos hay que añadir la pesca, ya decadente desde la construcción del embalse de Riaño, antes de la cual Las Salas fue conocido como uno de los mejores lugares para la pesca de la trucha, y la caza, especialmente la de jabalíes, corzos y rebecos, cada vez más demandada. También conviene señalar dentro del apartado deportivo los juegos del mus y del tute que ocupan grandes y largas veladas.

## Gastronomía
Dicen los especialistas en gastronomía que la gastronomía leonesa destaca por recia, sabrosa y primitiva. Quien ande buscando los sabores de la cocina moderna por Las Salas y sus alrededores difícilmente los encontrará; a cambio, eso sí, disfrutará de platos pastoriles como la chanfaina o guisao y las migas canas, así llamadas estas últimas por carecer de pimentón y servirse con azúcar.
Antiguamente se comía el clásico cocido con mucha más frecuencia aunque ahora vuelve a imponerse de nuevo y en el que nunca faltan la androja (variedad de embutido realizada a base de unto y pimentón) y el relleno, amén de un buen "cacho" de chorizo sabadiego. Las sopas de ajo se suelen reservar para el final de las juergas o incluso de las hilas. Las patatas siguen siendo pieza clave en la cocina montañesa y se saborean con bacalao, en tortilla, a la importancia, o simplemente con arroz. Las truchas, cuando las hay, se comen tanto fritas como escabechadas y los maimones resultan tiernos y jugosos sólo si se capturan bien entrada la noche. La matanza del "gocho" (allí se llama así al cerdo) y los embutidos derivados sigue siendo fundamental en la gastronomía de la zona, destacando el chorizo por encima incluso del jamón, así como las extraordinarias morcillas. No menos fama tiene la cecina que hoy en día se hace de vaca pudiéndose hacer también de potro o de las mazas de las ovejas o cabras. De la cercana Cistierna nos llega el sorprendente queso Pata de Mulo. Si después de tanto festín consigues llegar con hueco para los postres podrás disfrutar de natillas, flanes, arroz con leche, canónigo, bollo, sequillos, etc. Finalmente, como no, una copita de orujo del vecino Potes (Cantabria), resulta imprescindible para hacer una buena digestión.

## Festividades

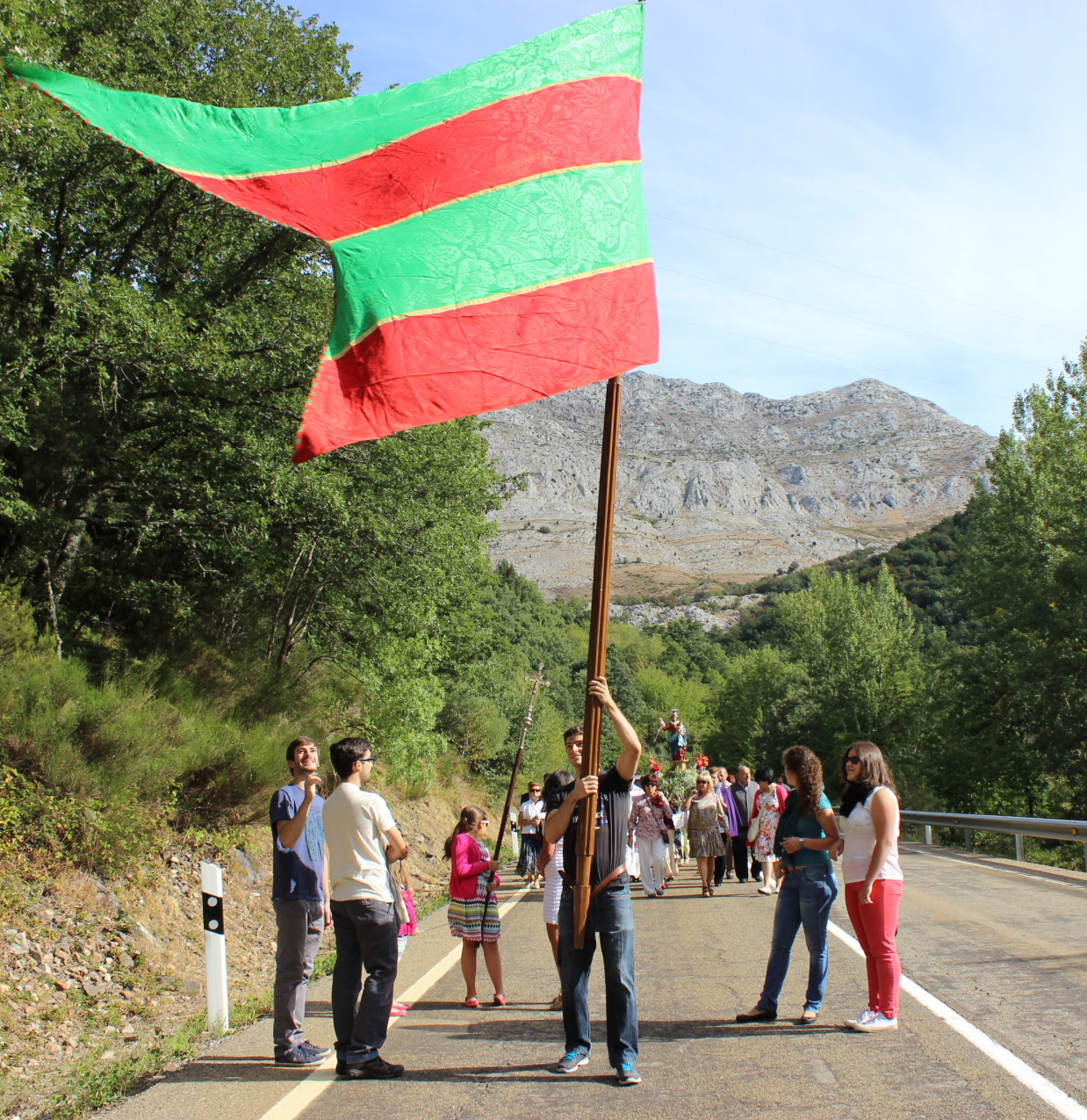
Procesión de Roblo el 15 de septiembre

Sólo queda para completar esta reseña decir que la patrona de Las Salas es la Virgen de Roblo, cuya festividad se celebra el 15 de septiembre, y en la que nunca falta una romería a la Ermita que, junto al río Dueñas, se ha erigido en su honor. Su imagen está también en el alto de la Peña de Las Pintas a cuya cumbre se sube tradicionalmente el 15 de agosto. El patrón del pueblo es San Martín (11 de noviembre) que también es recordado anualmente entre otras cosas con una cena de fraternidad entre todos los que allí estén ese día y que se celebra en la Casa del Pueblo.

El distrito postal de Las Salas es el 24990..

## Galería de fotos deLas Salas

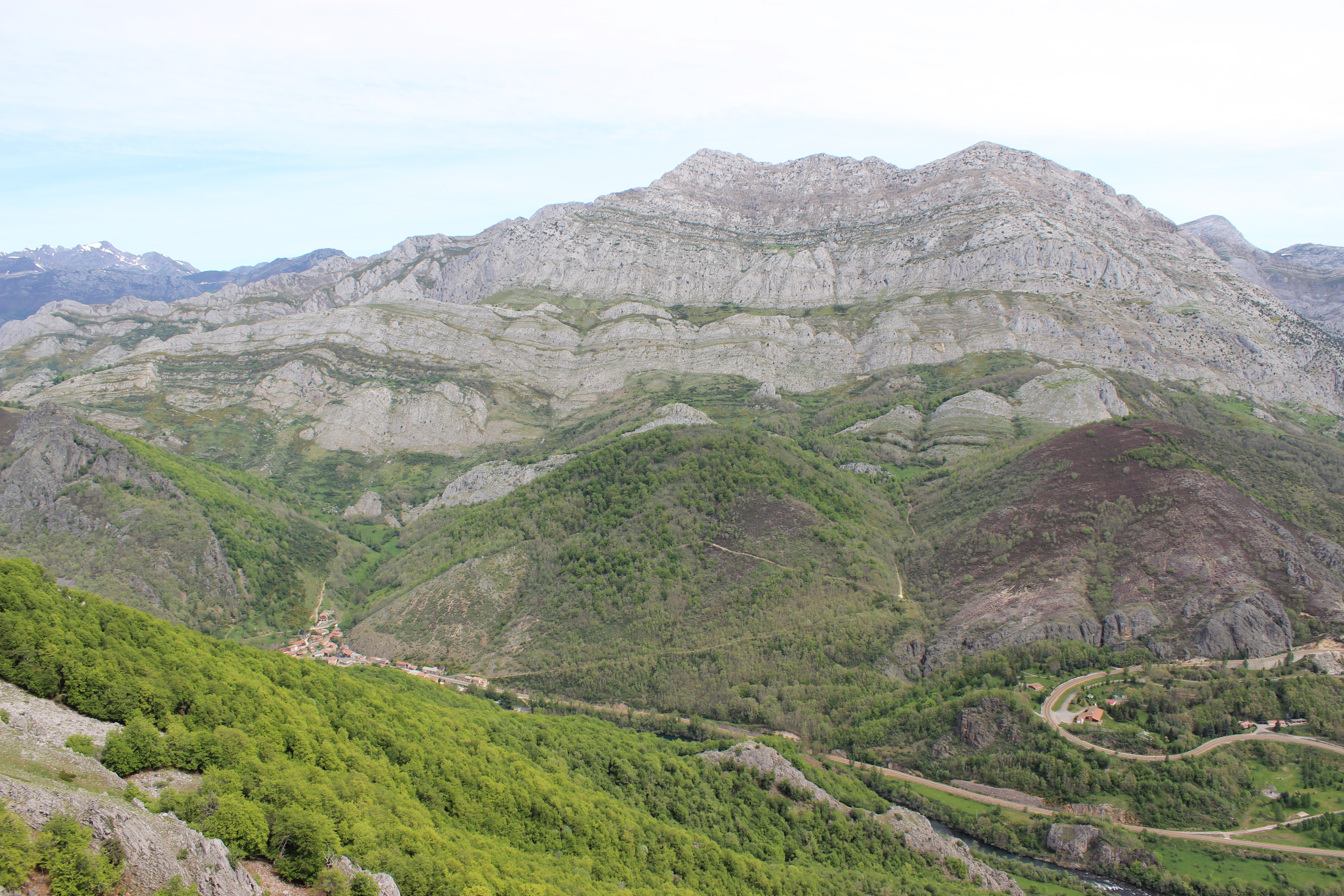
Vista panorámica del pueblo
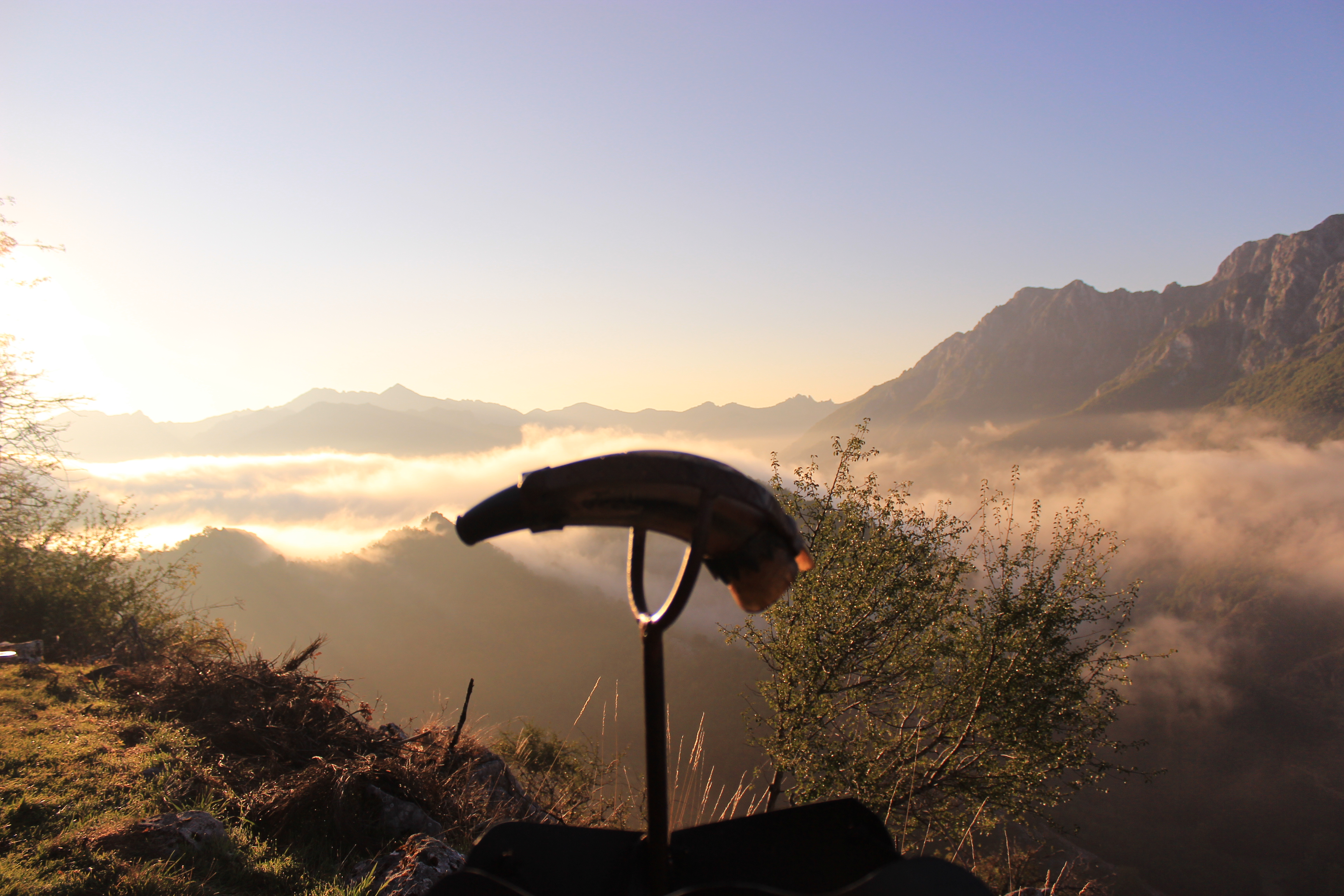
Monumento a los pastores trashumantes representado por un turullo
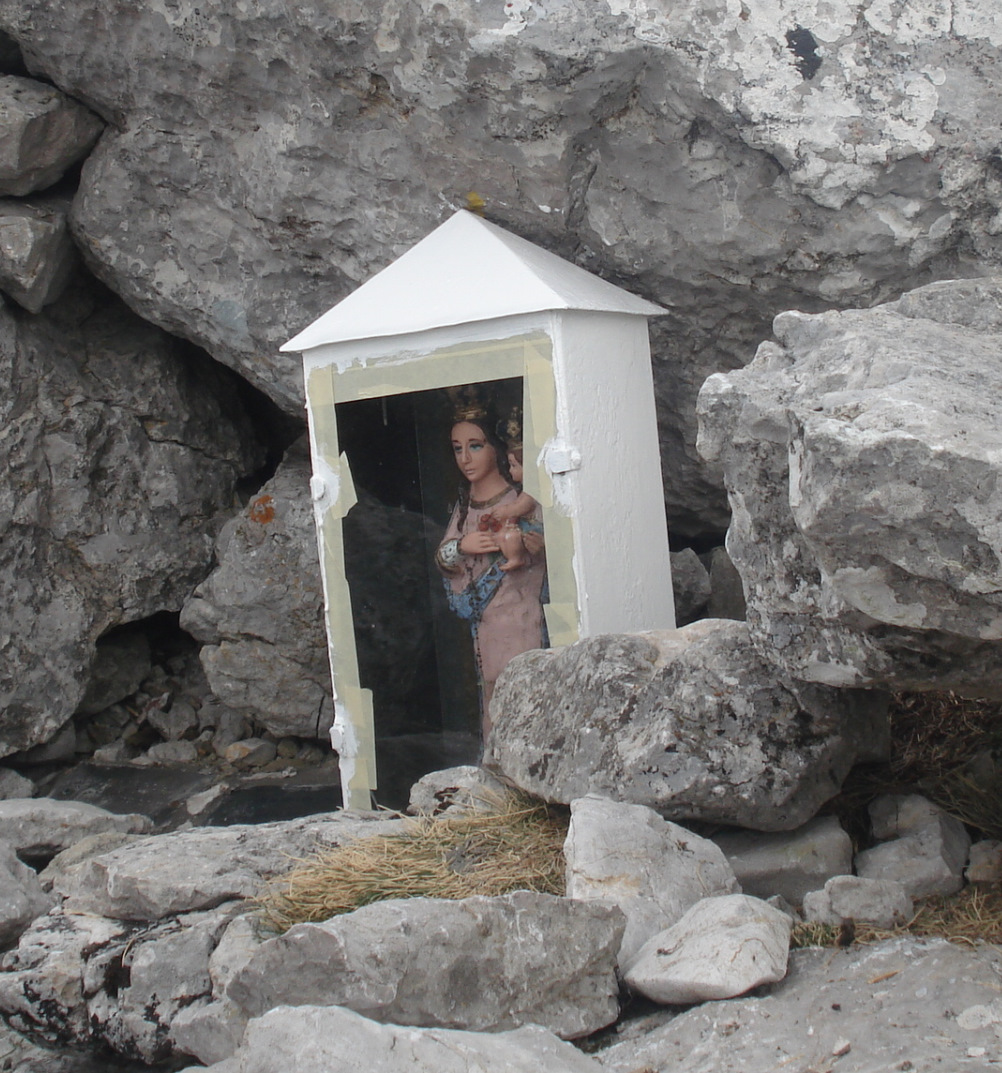
Réplica de la Virgen de Roblo situada en el alto de la Peña de Las Pintas (1983 m)
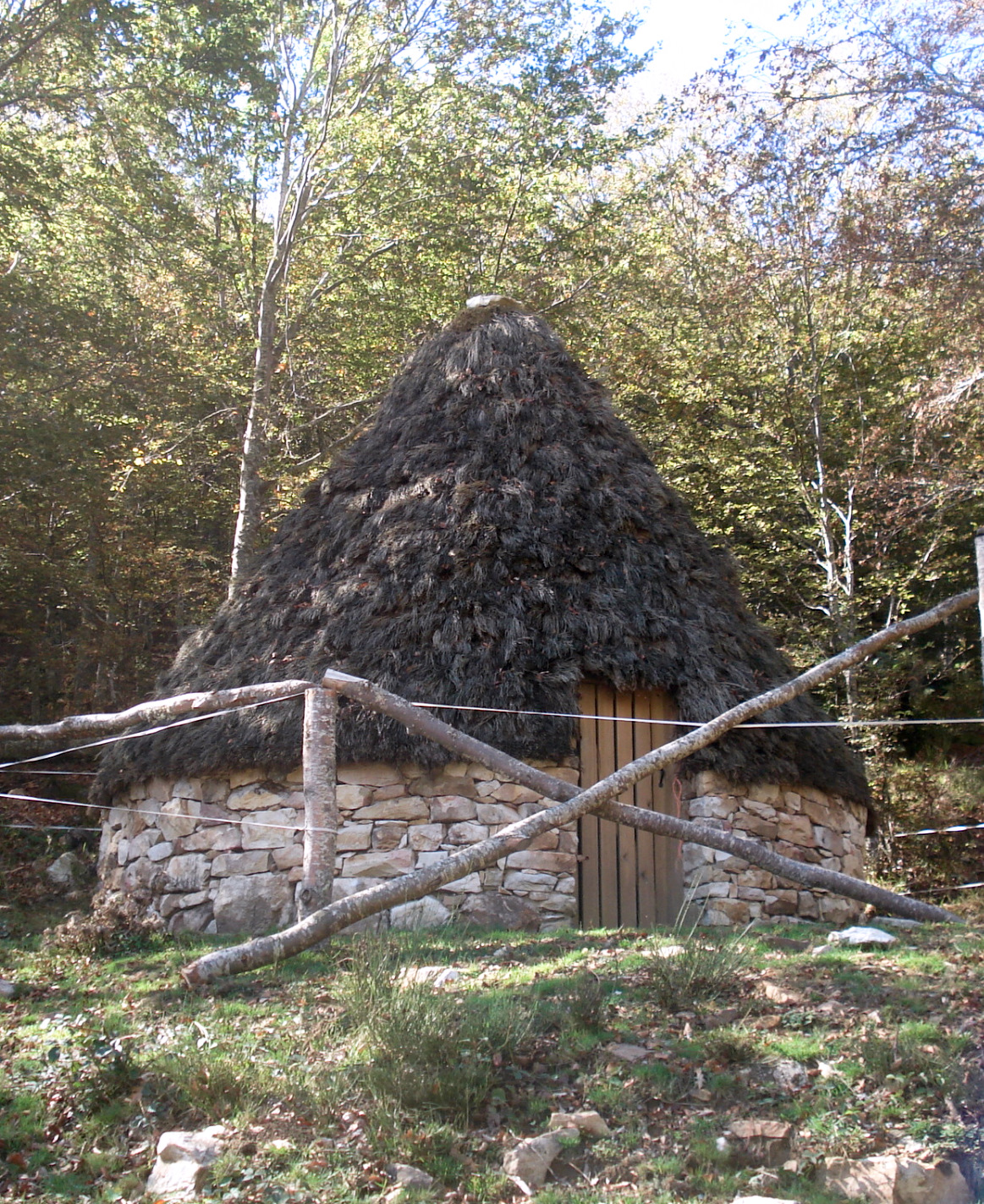
Chozo situado en el término de Valdesalamón
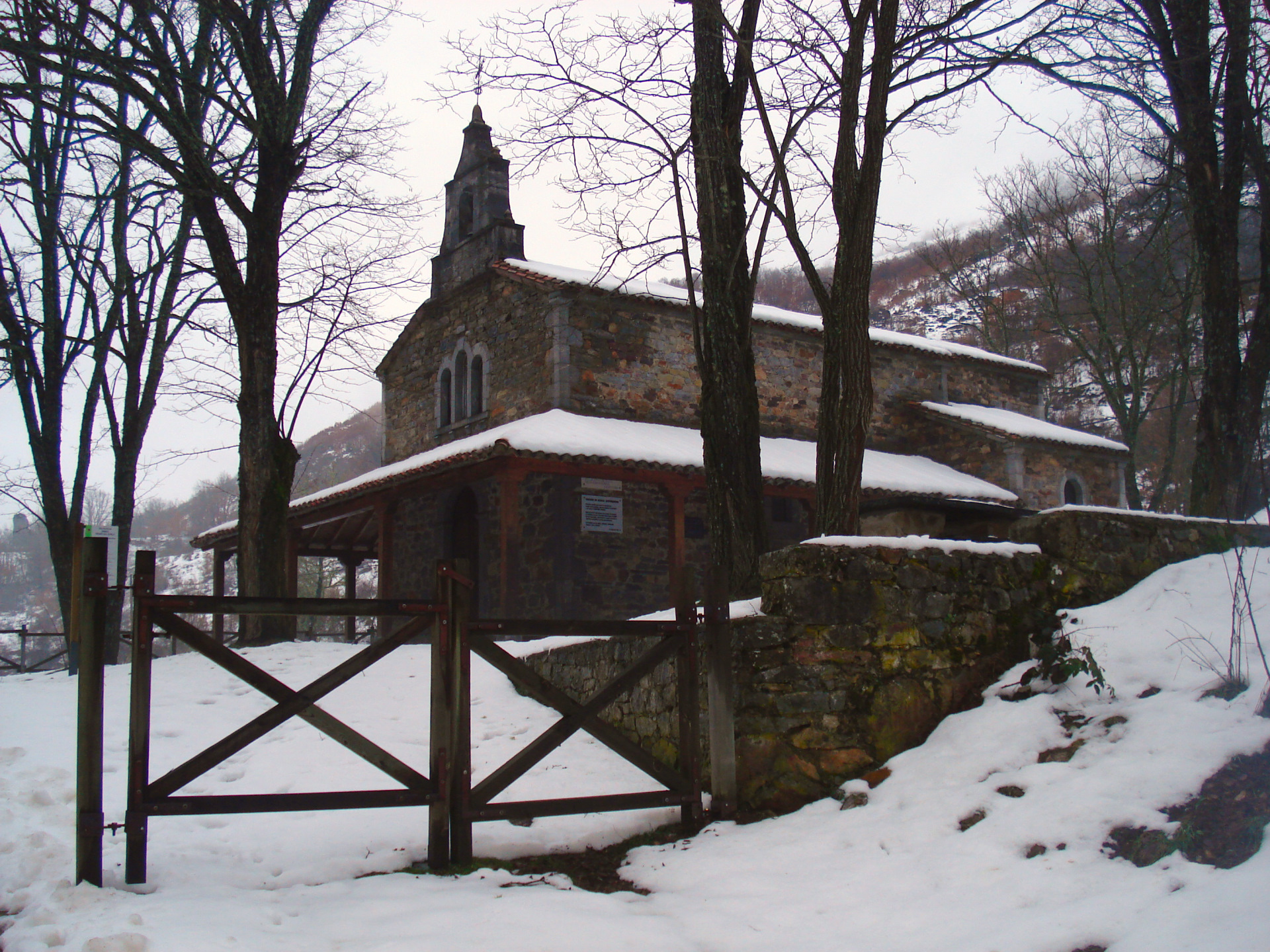
Ermita de la Virgen de Roblo perteneciente a las localidades de Salamón, Valbuena y Las Salas
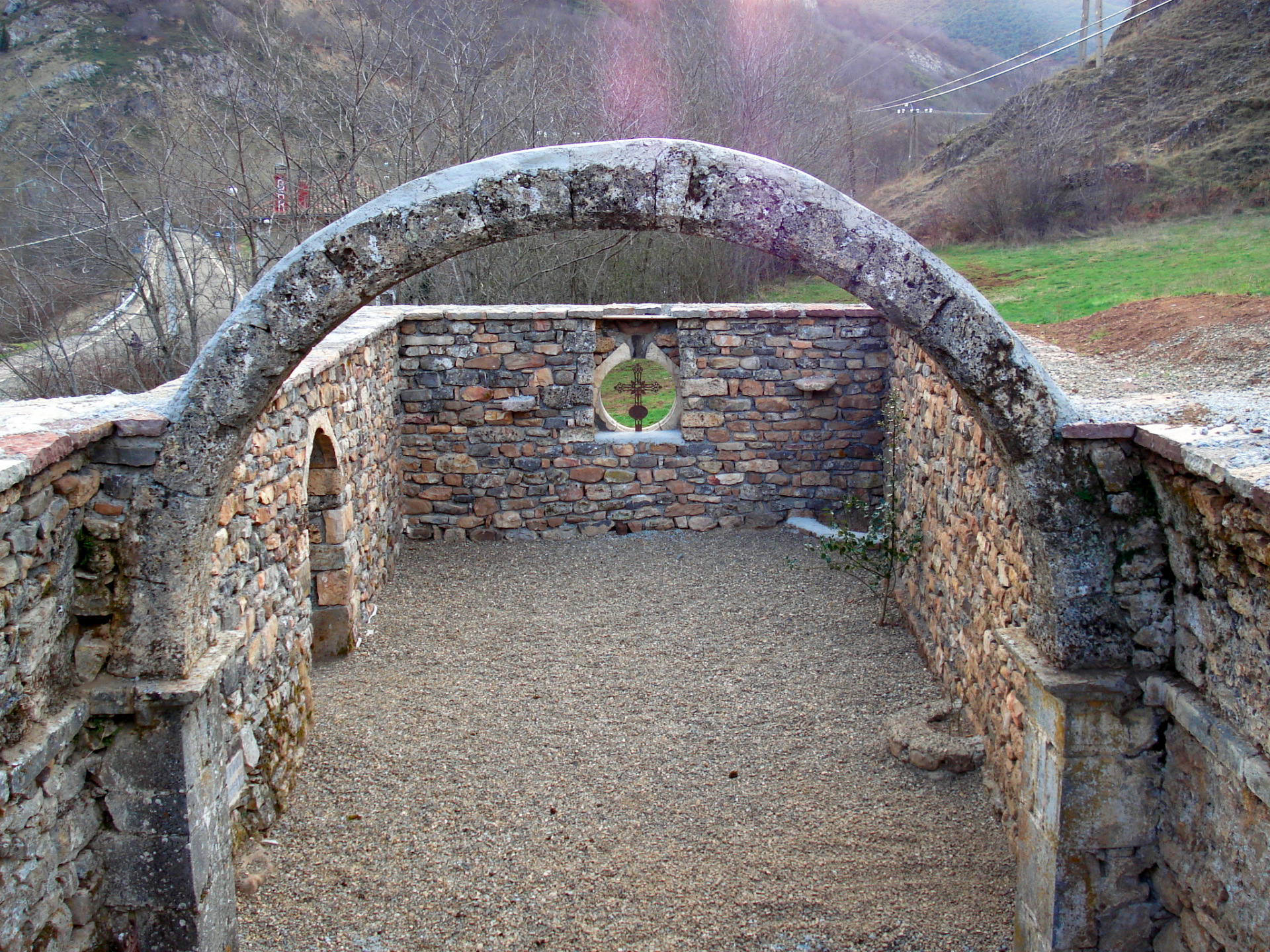
Ruinas del antiguo cenobio de San Martín de Alión
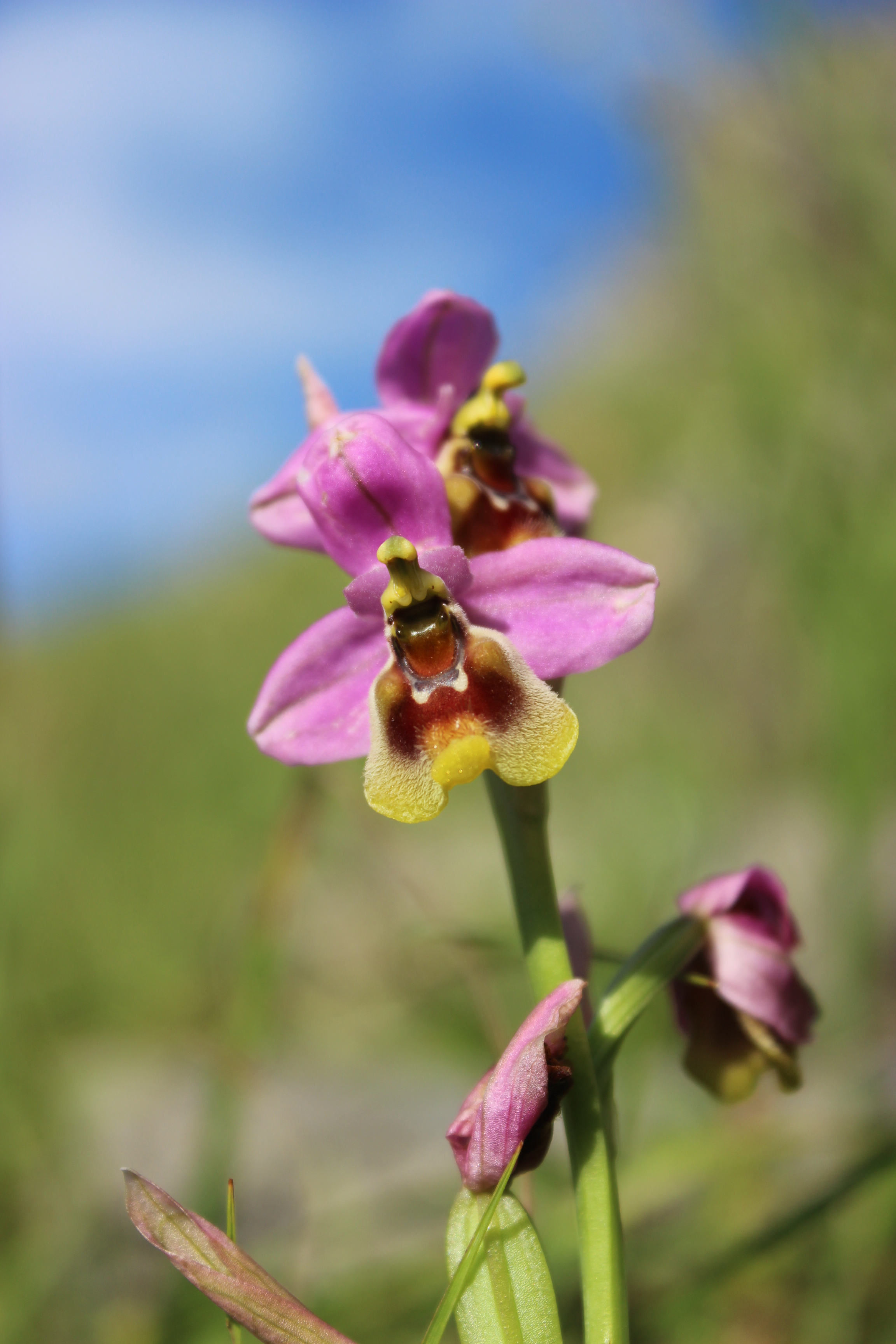
Ophrys tenthredinifera, orquídea avispera
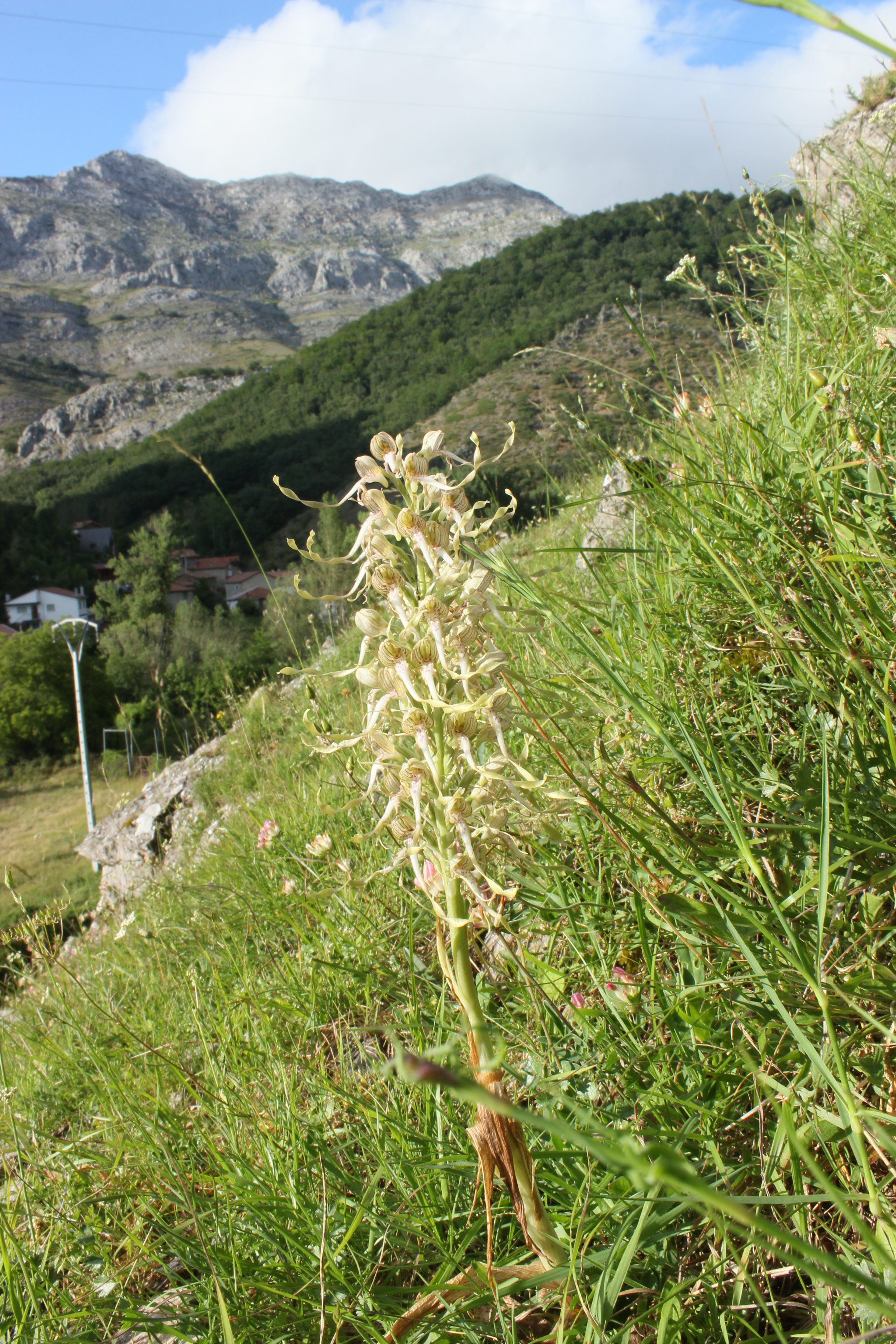
Orquídea del lagarto con la Peña Las Pintas al fondo